# Винадио
Винадио (итал. Vinadio) је насеље у Италији у округу Кунео, региону Пијемонт.
Према процени из 2011. у насељу је живело 405 становника. Насеље се налази на надморској висини од 889 м.

## Становништво
| 1931. | 1936. | 1951. | 1961. | 1971. | 1981. | 1991. | 2001. | 2011. |
| ----- | ----- | ----- | ----- | ----- | ----- | ----- | ----- | ----- |
| 2.319 | 1.704 | 1.489 | 1.301 | 1.091 | 897   | 801   | 732   | 684   |